# 阿珀爾多倫車站
阿珀爾多倫車站（荷蘭語：Station Apeldoorn）是荷蘭海爾德蘭省阿珀爾多倫的一座鐵路車站，啟用於1876年5月15日。該站每天平均有14,840人使用（2018年）。